# Campionatul Internațional de Scrimă din 1926
Campionatul Internațional de Scrimă din 1926 s-a desfășurat în două locuri: probele de floretă și sabie au avut loc la Budapesta, Ungaria, în timp ca proba de spadă a fost organizată la Oostende, Belgia.

## Rezultate

### Masculin
| Probă                 | Aur                      | Argint                    | Bronz              |
| Spadă la individual   | Georges Tainturier (FRA) | Fernand de Montigny (BEL) | Léon Tom (BEL)     |
| Floretă la individual | Giorgio Chiavacci (ITA)  | László Berti (HUN)        | Ugo Pignotti (ITA) |
| Sabie la individual   | Sándor Gombos (HUN)      | Attila Petschauer (HUN)   | Bino Bini (ITA)    |

## Clasament pe medalii
| Loc   | Țară    | Aur | Argint | Bronz | Total |
| ----- | ------- | --- | ------ | ----- | ----- |
| 1     | Ungaria | 1   | 2      | 0     | 3     |
| 2     | Italia  | 1   | 0      | 2     | 3     |
| 3     | Franța  | 1   | 0      | 0     | 1     |
| 4     | Belgia  | 0   | 1      | 1     | 2     |
| Total | Total   | 3   | 3      | 3     | 9     |